# 三遊亭小円・木村栄子
三遊亭小円・木村栄子（さんゆうてい こえん・きむら えいこ）は、昭和期に活躍した夫婦漫才のコンビ。

## メンバー
- 三遊亭 小円（さんゆうてい こえん、1910年5月31日 - 1975年11月30日）本名は黒田 博毅。

1928年ころ、道頓堀弁天座で開催された「萬歳大会」において、三遊亭小圓治と組み、漫才に転向。1937年7月に夫人の木村栄子と漫才コンビ「三遊亭小円・木村栄子」を組んだ。小円・栄子は三味線を用いた漫才で、戦後は松竹芸能に所属した。
- 木村 栄子（きむら えいこ、1912年12月11日 - 1983年5月11日）本名は黒田 ミサオ。

徳島県小松島市出身。7歳の時に徳島県から大阪に出て、水商売などの仕事を転々とする。新世界の小料理屋で仲居をしていた頃に妻子持ちだった小円に出会い、一目惚れする。小円の妻が死去したのち、小円と結婚。

## コンビ略歴
1937年7月コンビ結成。同年に神戸の漫才専門の寄席・千代廼座で初舞台。戦後は松竹芸能に専属し、長らく道頓堀角座をホームグラウンドにしていた。
栄子は小円の死後、5代目平和日佐丸（夜久秀二郎）と組む。1977年6月に5代目日佐丸とのコンビを解消し、漫談を経験したのち、1978年10月より島ひろしと組んだ。

## 弟子
木村栄子
- 木村透・好江
- 木村リップ・チップ（後に廃業）らがいる。

## 芸風
しゃべくりの合間に小円が三味線を弾き、栄子が歌謡曲を歌ったり、新内、義太夫、縁かいな節を語ったりする。
栄子の美人とはいえない容姿を活かしたギャグがあった。
- 「顔見んと着物見ておくんなはれ」と言って、体を一回転させる。
- 歌っているときに、ふたりの目が合うと、小円が栄子に「あっちゃ（＝あっち）向いて歌い」と言う。館内爆笑となり、栄子は苦笑しながら歌い続ける。

## エピソード
- 師匠を持たず、歌以外の芸を持たなかった栄子は、先輩芸人や興行主に「ギャラ泥棒」と呼ばれ、いじめられたという。
- 若井はんじ・けんじとは家族のような付き合いがあった。小円が肺がんになった際は、すでにがんに侵されていたはんじが、苦しむそぶりを見せず毎日病院に通い看病したという。

## 受賞歴
- 1968年 「第3回上方漫才大賞」特別賞
- 2019年 「第22回上方演芸の殿堂入り」

## 音源・映像
- 夫婦漫才（SP、ローオンレコード）
- 私の生き甲斐（SP、ローオンレコード）
- 実況録音 上方漫才黄金時代（CDボックス・セット、日本コロムビア、1996年 Disc-8に『お笑い三人吉三』を収録）
- 澤田隆治が選んだ 爆笑! 漫才傑作選 5（CD、日本コロムビア、2004年 『お笑い婦系図』を収録）
- 伝説の昭和上方漫才 松竹名人会 （DVDボックス・セット、ソニー・ミュージックダイレクト、2007年）